# Володіна Алла Олександрівна
Алла Олександрівна Воло́діна (нар. 3 серпня 1964, Київ) — український скульптор; член Спілки художників України з 1995 року.

## З біографії
Народилася 3 серпня 1964 року в місті Києві (нині Україна). 1990 року закінчила Київський художній інститут, де навчалася у Макара Вронського, Володимира Чепелика.
Мешкає у Києві в будинку на вулиці Генерала Наумова, № 37Б.

## Творчість
Працює у галузі станкової скульптури. Роботи у бронзі, міді, порцеляні. Серед творів:
- «Катерина Білокур» (1990);
- «Марево» (1990);
- «Легенда» (1991);
- «Голуб» (1993);
- «Кіт» (1994);
- «Сон» (1995);
- «Легенда» (1995);
- «Лабіринт» (1996);
- «Елегія» (1997);
- «Муза» (1997);
- таріль «Козак Мамай» (1998);
- «Космея» (1998);
- «Діана» (1999);
- «Дівчина з кулею» (1999);
- «Лев» (2000);
- «Птах Фенікс» (2000);
- «Сова» (2001);
- «Шакал» (2001);
- «Марта» (2001);

порцеляна
- «Коник» (2001);
- «Баран» (2002);
- «Дівчина з лотосом» (2002);
- «Козак» (2003).

Учасниця республіканських та всесоюзних мистецьких виставок з 1990 року. 